# Булгаков (Краснодарский край)
Булгаков (также Булгаковское) — хутор в Гулькевичском районе Краснодарского края России. Входит в состав Николенского сельского поселения.

## География

### Улицы
- ул. Пионерская,
- ул. Степная,
- ул. Школьная[4].

## Население
| 2002 | 2010 |
| ---- | ---- |
| 177  | ↘145 |